# Thrinchostoma fulvum
Thrinchostoma fulvum är en biart som beskrevs av Raymond Benoist 1945. Thrinchostoma fulvum ingår i släktet Thrinchostoma och familjen vägbin. Inga underarter finns listade i Catalogue of Life.